# Пантелеимон (Романовский)
Архиепи́скоп Пантелеи́мон (в миру Павел Михайлович Романовский; 21 апреля 1952, Кировоград — 24 августа 2019, Кропивницкий) — епископ Украинской православной церкви (Московского патриархата) на покое, бывший архиепископ Кировоградский и Новомиргородский.

## Биография

### Юность
Павел Михайлович Романовский родился 21 мая 1952 года в Кировограде «в семье духовного звания».
С 1959 по 1969 год учился в общеобразовательной школе № 6, по окончании которой поступил в Кировоградский строительный техникум. В 1972 году пошёл в армию. С 1975 года работал инженером по технике безопасности на Кировоградском заводе «Новатор».
В 1976 году окончил Ленинградскую духовную семинарию.

### Начало служения в РПЦ
2 марта 1980 года в Никольском кафедральном соборе епископом Казанским и Марийской Пантелеимоном (Митрюковским) был рукоположён в сан диакона целибатом, а 7 апреля 1981 года архиепископом Ташкентским и Среднеазиатским Варфоломеем (Гондаровским) — в сан пресвитера, после чего служил в клире Среднеазиатской епархии.
В 1987 году был переведён в Сумскую епархию.
В 1989 году епископом Никанором (Юхимюком) принял монашеский постриг с именем Пантелеимон.
Непродолжительное время служил на приходах Ижевской и Удмуртской епархии. По воспоминаниям протоиерея Сергия Кондакова:

я с изумлением обнаружил, что касса церковная пуста, в то время, как у храма множество долгов. Но не это было самым страшным. Буквально в первый день моего настоятельства я услышал бесконечные рассказы о том, как мой предшественник о. Пантелеимон несколько месяцев тому назад, будучи настоятелем, разворовал пожертвования верующих. А ведь полуразрушенный и искалеченный до неузнаваемости храм ещё и не начинали по-настоящему восстанавливать. Причем с возмущением говорили о грубости, хамстве и нравственной нечистоплотности священника самые разные люди, в том числе никогда не бывавшие в нашем храме.

В 1990—1991 годах был секретарём Крымского епархиального управления и благочинным Керченского округа.

### Период архиерейского служения в УАПЦ
В 1991 году он присоединился к Украинской Автокефальной Православной Церкви, где 21 июля 1991 года был рукоположён митрополитом Мстиславом (Скрыпником) и епископом Антонием (Щербой) (Украинская православная церковь в США) во епископа Николаевского и Херсонского. Затем занимал в этой юрисдикции последовательно кафедры Винницкую и Днепропетровскую.
В июне 1992 года принёс покаяние и вернулся в УПЦ.

### Архиерейское служение в УПЦ
25 июля 1992 года был заново рукоположён в сан епископа в УПЦ. Решением Священного Синода был назначен епископом Кицманским, викарием Черновицкой епархии.
22 июня 1993 года был назначен епископом Глуховским и Конотопским. 29 декабря 1993 года был уволен на покой, а 29 июля 1994 года стал епископом Вольнянским, викарием Запорожской епархии.
В 1994 году поступил в Киевскую духовную академию, которую окончил в 1999 году.
С 9 августа 1995 года — епископ Брусиловский, викарий Овручской епархии.
29 июля 1998 года назначен епископом Светловодским, викарием Кировоградской епархии.
5 ноября 1998 года епископ Пантелеимон был назначен управляющим Кировоградской епархией епископом Кировоградским и Александрийским. 27 июля 2007 года переименован в епископа Кировоградского и Новоархангельского, а 14 ноября 2007 года — в Кировоградского и Новомиргородского.
28 июля 2009 года возведён в сан архиепископа.
10 февраля 2011 года освобождён от управления епархией и отправлен за штат «по состоянию здоровья».
Скончался 24 августа 2019 года после продолжительной болезни в Елисаветинском мужском монастыре города Кропивницкого (бывшего Кировограда) Кировоградской области Украины.
29 августа 2019 года в Вознесенском соборе Елисаветинского мужского монастыря города Кропивницкого (до 2016 года — г. Кировоград) митрополит Кировоградский и Новомиргородский Иоасаф возглавил отпевание архиепископа Пантелеимона. Погребён в том же монастыре.

## Взгляды
Несмотря на бывшую принадлежность к УАПЦ владыка Пантелеимон не являлся сторонником автокефалии Украинской церкви.
Выступал с поддержкой Партии регионов и её лидера Виктора Януковича во времена избирательных кампаний. В период выборов президента Украины в 2004 году, 22 декабря на митинге с участием Виктора Януковича в Кировограде он заявил, что ему трижды во сне являлась Богородица, указывая на Януковича как будущего президента Украины. Ранее, проводя богослужения 14 ноября 2004 года, Пантелеимон агитировал за Януковича. При этом он называл другого кандидата на должность президента Виктора Ющенко «греко-католиком», у которого «вся семья» — протестанты; он утверждал также, что если к власти придёт кандидат Виктор Ющенко, он «закроет все православные церкви, а на базе Киево-Печерской и Почаевской лавры будут созданы „концентрационные лагеря“ для православных». По информации оппозиционных в то время изданий, структуры УПЦ МП в Кировоградской области при содействии Пантелеимона использовались для финансирования работы местных штабов Виктора Януковича, подкупа членов УИК и ТИК, распространения агитации против кандидата Ющенко (которая хранились на церковных складах)
16 сентября 2009 года, во время визита Виктора Януковича в Кировоград, архиепископ Пантелеимон подарил ему икону ангела-хранителя, чтобы она, как заявил архиепископ, «стояла в кабинете Виктора Януковича, в том числе — и в президентском».

## Награды
- Орден святого благоверного князя Даниила Московского II ст. (21 мая 2007)[11]
- Орден преподобного Сергия Радонежского II ст.
- Орден «Рождество Христово» I ст. (УПЦ)